# Familjen Addams 2
Familjen Addams 2 (originaltitel: The Addams Family 2) är en animations- och äventyrsfilm producerad av Metro-Goldwyn-Mayer, och distribueras av Universal Pictures. Det var skriven och regisserad av Conrad Vernon och Greg Tiernan, och innehöll rösterna från Oscar Isaac, Charlize Theron, Chloë Grace Moretz, Javon Walton, Nick Kroll, Wallace Shawn, Snoop Dogg, Bette Midler och Bill Hader. Filmen hade biopremiär den 1 oktober 2021 i USA och den 29 oktober 2021 i Sverige.

## Rollista (i urval)
- Oscar Isaac - Gomez Addams
- Charlize Theron - Morticia Addams
- Chloë Grace Moretz - Wednesday Addams
- Nick Kroll - Uncle Fester
- Javon Walton - Pugsley Addams
- Bette Midler - Grandmama
- Conrad Vernon - Lurch
- Snoop Dogg - Cousin Itt
- Bill Hader - Cyrus Strange
- Wallace Shawn - Mr. Mustela
- Brian Sommer - Big Bad Ronny
- Ted Evans - Pongo
- Cherami Leigh - Ophelia